# Julio Arriola
Julio César Arriola Ramírez (Asunción, 20 de julio de 1965) es un diplomático paraguayo que ejerció como ministro de Relaciones Exteriores de 2022 a 2023, durante la presidencia de Mario Abdo Benítez.
Anteriormente fue representación permanente del Paraguay ante la Organización de las Naciones Unidas (ONU), viceministro de Administración y Asuntos Técnicos y embajador de Paraguay ante Canadá, Reino Unido, Suecia y Noruega.

## Biografía
Nació en Asunción, está casado con la señora Adriana Arza Spinzi y tienen cuatro hijos: Fernando Andrés, Macarena Micaela y Julio César.
Estudió en la Universidad Católica Nuestra Señora de la Asunción donde obtuvo una licenciatura en Administración de empresas, posteriormente ingresó al Colegio Interamericano de Defensa Continental donde logró una maestría. Es egresado de la Academia Diplomática y Consular Carlos Antonio López del Ministerio de Relaciones Exteriores de la República del Paraguay en el año de 1992.

## Carrera diplomática
Fue nombrado como viceministro de Administración y Asuntos Técnicos en el año 2012 y fue presidente y miembro de la Junta de Calificaciones del Escalafón Diplomático y Consular del Ministerio de Relaciones Exteriores.